# Liste der zyprischen Abgeordneten zum EU-Parlament (2004–2009)
Die Liste der zyprischen Abgeordneten zum EU-Parlament (2004–2009) listet alle zyprischen Mitglieder des 6. Europäischen Parlamentes nach der Europawahl in der Republik Zypern 2004, der ersten nach dem EU-Beitritt Zyperns.

## Mandatsstärke der Parteien
- GUE/NGL: 2
- ALDE: 1
- EVP-ED: 3

| Nationale Partei                          | Mandate | Fraktion                                                                                      |
| ----------------------------------------- | ------- | --------------------------------------------------------------------------------------------- |
| Dimokratikos Synagermos (DISY)            | 2       | Fraktion der Europäischen Volkspartei und Europäischer Demokraten (EVP-ED)                    |
| Evropaiki Dimokratia (EvroDi)             | 1       | Fraktion der Europäischen Volkspartei und Europäischer Demokraten (EVP-ED)                    |
| Anorthotiko Komma Ergazomenou Laou (AKEL) | 2       | Konföderale Fraktion der Vereinten Europäischen Linken/ 000Nordischen Grünen Linken (GUE/NGL) |
| Dimokratiko Komma (DIKO)                  | 1       | Fraktion der Allianz der Liberalen und Demokraten für Europa (ALDE)                           |
| Gesamt                                    | 6       |                                                                                               |

## Abgeordnete
| Bild | Name                      | geb. | Partei | Fraktion | Kommentar |
| ---- | ------------------------- | ---- | ------ | -------- | --------- |
|      | Adamos Adamou             | 1950 | AKEL   | GUE/NGL  |           |
|      | Panayiotis Demetriou      | 1939 | DISY   | EVP-ED   |           |
|      | Ioannis Kasoulidis        | 1948 | DISY   | EVP-ED   |           |
|      | Marios Matsakis           | 1954 | DIKO   | ALDE     |           |
|      | Yiannakis Matsis          | 1933 | EvroDi | EVP-ED   |           |
|      | Kyriacos Triantaphyllides | 1944 | AKEL   | GUE/NGL  |           |